# Micromus marquesanus
Micromus marquesanus is een insect uit de familie van de bruine gaasvliegen (Hemerobiidae), die tot de orde netvleugeligen (Neuroptera) behoort. 
Micromus marquesanus is voor het eerst wetenschappelijk beschreven door Kimmins in 1932.